# Johannes Bach
Johannes Bach (Wechmar, 26 novembre 1604 – Erfurt, sepolto il 13 maggio 1673) è stato un musicista tedesco, antenato di Johann Sebastian Bach.

## Biografia
Johannes Bach era figlio di Hans Bach. Poco si sa della sua vita: fece sette anni di apprendistato con il musicista Christoph Hoffmann a Suhl, divenendo subito dopo musicista municipale ad Erfurt. Dal 1636 fu organista della Predigerkirche in quella stessa città.
Di lui si conoscono attualmente i mottetti Unser Leben ist ein Schatten, a sei voci, Sei nun wieder zufrieden, a otto voci, e l'aria Weint nicht urn meinen Tod, per quattro voi e basso continuo.
Ebbe tre figli: 
- Johannes Christian
- Johann Aegidius
- Johann Nicolaus